# Ric Colbeck
Ric Colbeck (* in Liverpool; † 27. November 1981 in New York City) war ein britischer Free Jazz-Trompeter und Komponist, der auch Piano und Harfe spielte.
Colbecks Karriere begann in den späten 1950er Jahren in der traditionellen Jazzband von Noel Walker in Liverpool. 1962 zog er nach London und wurde Teil der Londoner Jazzszene, ohne jedoch ein Engagement zu haben. 1963 ging er über Frankreich in die Vereinigten Staaten, und ließ sich 1964 in New York nieder, wo er in der dortigen Free-Jazz-Szene spielte und bei Aufnahmen von Noah Howard (Noah Howard Quartet 1965, At Judson Hall, ESP-Disk 1966) mitwirkte. Mit eigenem Ensemble u. a. bestehend aus Byard Lancaster, Bennie Maupin, Sonny Sharrock, Sirone und Sunny Murray trat er 1966 im Hunter College in New York City auf; die Aufnahmen sind jedoch verschollen. Im August 1969 war er an Dave Burrells Album La Vie de Boheme (1969) beteiligt.
Im Herbst 1969 kehrte er nach Europa zurück und legte 1970 in Quartettbesetzung sein einziges Album unter eigenem Namen The Sun Is Coming Up vor, das in London mit Mike Osborne, Jean-François Jenny-Clark und Selwyn Lissack für Fontana entstanden war. Zu seinen Bewunderern gehört Thurston Moore von Sonic Youth, der The Sun Is Coming Up als ein außergewöhnliches und komplexes Meisterwerk, „[an] exceptional and complex masterpiece“, besprach.
Colbeck starb wahrscheinlich 1981 an den Folgen seiner Alkoholkrankheit.